# 1297
| 1297               |
| ------------------ |
| Dødsfald - Fødsler |
| • Begivenheder     |

| Gregoriansk kalender | 1297 MCCXCVII           |
| Ab urbe condita      | 2050                    |
| Armensk kalender     | 746 ԹՎ ՉԽԶ              |
| Kinesiske kalender   | 3993 – 3994 丙申 – 丁酉 |
| Etiopisk kalender    | 1289 – 1290             |
| Jødisk kalender      | 5057 – 5058             |
| Hindukalendere       |                         |
| - Vikram Samvat      | 1352 – 1353             |
| - Shaka Samvat       | 1219 – 1220             |
| - Kali Yuga          | 4398 – 4399             |
| Iransk kalender      | 675 – 676               |
| Islamisk kalender    | 696 – 697               |

Konge i Danmark: Erik 6. Menved 1286-1319
Se også 1297 (tal)

## Begivenheder
- 9. januar - Monaco bliver en selvstændighed nation under huset Grimaldi
- 11. september - William Wallace og Andrew Morays skotske hær vinder et vigtigt slag over Englands hær ved Sterling Bridge under den første skotske uafhængighedskrig.